# IC 278
IC 278 ist eine elliptische Galaxie vom Hubble-Typ E0 im Sternbild Perseus am Südsternhimmel. Sie ist schätzungsweise 224 Millionen Lichtjahre von der Milchstraße entfernt und hat einen Durchmesser von etwa 70.000 Lichtjahren. 
Das Objekt wurde am 12. September 1890 vom  US-amerikanischen Astronomen Sherburne Wesley Burnham entdeckt.